# 山崎りさ
山﨑 りさ（やまざき りさ、2002年8月29日 - ）は、日本の陸上競技選手。専門は中距離走・長距離走。

## 経歴
千葉県出身。流山市立江戸川台小学校時代から陸上活動を始める。
流山市立東深井中学校時代から中距離で活躍し、3年次に熊本で開催された全日本中学陸上1500mに出場している。
高校は陸上の名門・私立成田高等学校に進み、3年連続で全国高校駅伝に出場した。高校では1学年上の風間歩佳（中央大）、同学年の小坂井智絵（JP日本郵政グループ）とともに中・長距離の主力選手として活躍している。特に2年次の活躍は目覚ましく、インターハイ1500mでは日本人最上位（4位入賞）となり、全国高校駅伝でも「花の1区」6㎞を走った（区間8位）。
高校卒業後は日体大に進学した。1級上の保坂晴子（2大駅伝で区間賞獲得）らともに、中・長距離の主力メンバーとしての活躍が期待されている。

## 主な記録
| 年     | 大会                       | 種目    | 順位    | 備考             |
| ------ | -------------------------- | ------- | ------- | ---------------- |
| 2018年 | 全国高校駅伝女子           | 3区     | 区間9位 | 成田9位          |
| 2019年 | 全国女子駅伝               | 7区     | 区間8位 | 千葉県5位        |
|        | クロスカントリー日本選手権 | U20 6km | 24位    |                  |
|        | 沖縄インターハイ           | 1500m   | 4位     | 日本人選手トップ |
|        | 全国高校駅伝女子           | 1区     | 区間8位 | 成田11位         |
| 2020年 | 全国高校駅伝女子           | 2区     | 区間5位 | 成田11位         |
| 2021年 | クロスカントリー日本選手権 | U20 6km | 11位    |                  |
|        | 日本学生個人               | 1500m   | 優勝    |                  |
|        | 日本インカレ               | 1500m   | 5位     |                  |
|        | 日本インカレ               | 5000m   | 3位     |                  |
|        | 全日本大学女子(杜の都)駅伝 | 3区     | 区間4位 | 日本体育大学5位  |